# Еліот Несс
Еліот Несс (англ. Eliot Ness; 19 квітня 1903 — 16 травня 1957) — американський юрист, спеціальний агент міністерства фінансів, якому вдалося посадити до в'язниці на 11 років одного з найвідоміших гангстерів ХХ століття Аль Капоне.

## Біографія
Еліот Несс народився у Чикаго. З дитинства Еліот завжди відстоював справедливість і був надзвичайно чесною людиною. Саме тут, у Чикаго, він закінчив університет і влаштувався на роботу до Казначейства. Тодішній президент США Герберт Гувер видав розпорядження зупинити злочинну діяльність Аль Капоне. Цю роботу доручили виконати Міністерству фінансів. Виконавцем розпорядження призначили молодого Несса.
Після декількох серйозних невдач, які були викликані корупцією у чиказьких правоохоронних структурах, Несс розуміє, що потрібно зібрати свою команду людей. У жовтні 1929 року він отримує дозвіл на створення спеціальної групи, яка офіційно називалася «Спеціальне об'єднання». Спочатку в ній було 50 осіб, та згодом залишилося всього 9. Команда Еліота була надзвичайно молодою. Усі її члени були не старші 26-ти років і всі були чудовими стрільцями, а деякі вміли відмінно встановлювати «жучки» і досконало знали вибухові пристрої. Несс також умів пускати «дим в очі». Він багато розмовляв з журналістами про те, що буде робити, коли планується наступна операція, яка інформація вже відома. А насправді Еліот та державні спецслужби збирали «досьє» на Альфонсо Капоне.
Перелом всієї операції настав тоді, коли Елмер Айрі з'ясував, що через підставні фірми Капоне купив розкішний будинок в Маямі для своєї дружини. Також до рук федеральних агентів потрапили бухгалтерські книги мафіозі. Еліот та Айрі зрозуміли, що Капоне можна ув'язнити через несплату податків за допомогою цих самих книг. «Недоторканним» вдалося також умовити бухгалтерів Капоне дати свідчення проти свого боса.
5 травня 1931 року Еліоту Нессу і його «Спеціальному об'єднанню», яке журналісти назвали «Недоторканними», через відмову від численних хабарів, вдалося посадити Аль Капоне за ґрати. Але головної мети вони так і не досягли, а саме всі «заощадження» Капоне були переведені на рахунки інших підставних фірм.

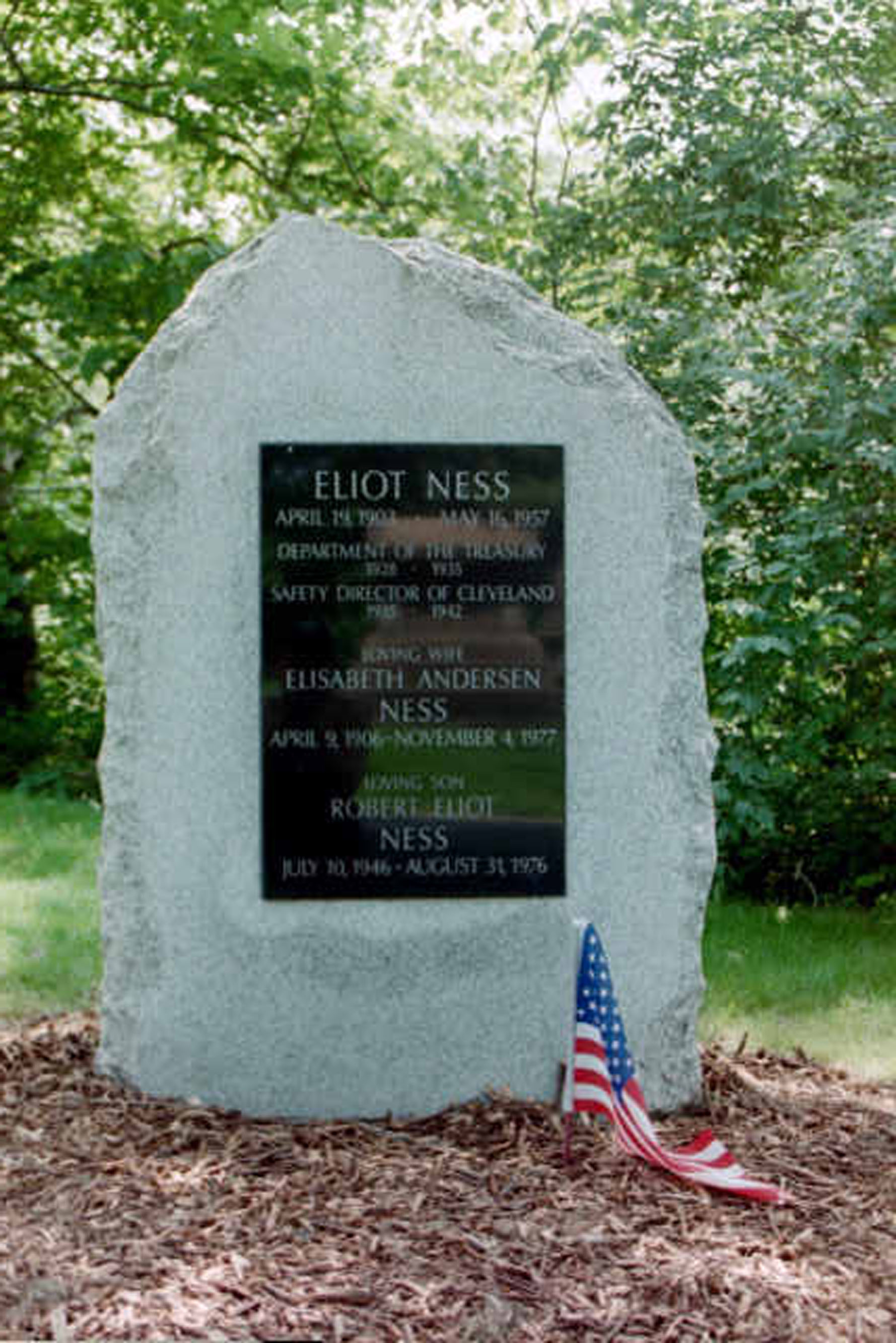
Надгробний камінь на могилі Несса, цвинтар Лейк-В'ю. Клівленд, Огайо

Після цього Еліот продовжив свою службу як в Чикаго, так і в інших містах. Наприклад, у Клівленді (штат Огайо) він посадив до в'язниці майже всіх клівлендських мафіозі та бандитів, а відомий гангстер Мо Далітц перевів свій бізнес зі штату Огайо до штату Кентукі. Отже, всього за 6 років роботи у Клівленді, який був корумпований не менше ніж Чикаго, Еліот Несс перетворив його в один із найбезпечніших міст Америки. Згодом він працював у Вашингтоні, а у 1942 році вийшов на пенсію. У нагороду за віддану службу він отримав невелику пенсію та іменний годинник. Цікаво те, що після 1929 року Несс жодного разу не отримував службових підвищень.
Помер Еліот Несс 16 травня 1957 року, так і не дочекавшись виходу у світ книги «Недоторканні».

## Життя після смерті
Після видання книги у США Еліот Несс став національним героєм Америки, взірцем непідкупного борця за справедливість. Вже через рік після його смерті у США вийшов серіал про команду Еліота Несса, а в 1987 році вийшов фільм режисера Брайана Де Пальми «Недоторканні», де роль Несса блискуче зіграв актор Кевін Костнер.